# پورنگ (سربیشه)
پورنگ یک روستا در ایران است که در بخش مرکزی شهرستان سربیشه واقع شده‌است. پورنگ ۵۶ نفر جمعیت دارد.